# Yun Jong-rin
Yun Jong-rin (* 1938; abweichende Schreibweise: Yun Cho’ng-rin) ist ein nordkoreanischer Politiker der Partei der Arbeit Koreas (PdAK) sowie General der Koreanischen Volksarmee, der unter anderem Kommandeur und Direktor des Obersten Gardekommandos ist, das für die persönliche Sicherheit von Kim Jong-un und anderer bedeutender Politiker zuständig ist. Er ist damit verantwortlicher Leiter des mächtigsten und technisch am besten ausgestatteten Verbandes der Sicherheitsdienste und Militäreinheiten Nordkoreas. Er ist zudem Mitglied des Zentralkomitees der PdAK sowie Mitglied der Zentralen Militärkommission.

## Leben
Yun Jong-rin diente als persönlicher Leibwächter von Kim Jong-il und bekleidete verschiedene Funktionen innerhalb des Leibwächterkorps. Nachdem in den 1990er Jahren das Oberste Gardekommando als eigener Sicherheitsdienst gegründet worden war, wurde er Chef des Stabes des Obersten Gardekommandos und 1995 zum Generaloberst befördert. Er war damit enger Mitarbeiter des Politischen Direktors des Gardekommandos Vizemarschall Jang Song-u, der für das Tagesgeschäft dieses Verbandes zuständig war. Yuns Einfluss wuchs, als er als Nachfolger des in den Ruhestand getretenen Marschall Ri Ul-sol 2003 zum Kommandeur und Direktor des Obersten Gardekommandos ernannt wurde.
Am 22. April 2010 wurde Yun zum General befördert, wobei diese nur eine von zwei Beförderungen war, die von Kim Jong-il anlässlich des Tages der Armee vorgenommen wurde. Im September 2010 wurde er auf der III. Parteikonferenz der Partei der Arbeit Koreas zudem Mitglied des Zentralkomitees der PdAK sowie Mitglied der Zentralen Militärkommission. 2014 wurde er vorübergehend zum Generaloberst degradiert, erhielt 2015 aber wieder den Rang eines Generals. Er ist ferner Mitglied der Obersten Volksversammlung.